# Арметта, Генри
Ге́нри Арме́тта (англ. Henry Armetta; 4 июля 1888, Палермо — 21 октября 1945, Сан-Диего, Калифорния) — американский (итальянского происхождения) киноактёр. Известен тем, что за 30 лет карьеры снялся в почти 170 фильмах.

## Биография
Энрико Арметта (настоящее имя актёра) родился 4 июля 1888 года в Палермо (Италия). В возрасте 14 лет он без билета пробрался на грузовое судно, следовавшее в Бостон, и вскоре оказался в другой стране. Иммиграционная полиция была готова отправить его обратно, но подросток нашёл итальянскую семью, которая вступилась за него, пообещав опеку. Глава семьи, брадобрей, устроил его на работу мыльщиком в свою парикмахерскую. Вскоре подросток сбежал, поселился в Нью-Йорке, работал разносчиком воды на железной дороге, доставщиком продуктов, продавал сэндвичи и пиццу, выполнял другую низкооплачиваемую работу, чтобы заработать себе на жильё и еду. В конце концов он стал работать гладильщиком брюк и портным в известном актёрском клубе, где с ним подружился известный актёр Реймонд Хичкок, который дал юноше несколько эпизодических ролей в своих постановках. Арметта работал с Хичкоком более пяти лет.
Прослышав, что на другом конце страны, в Южной Калифорнии, начинает бурно развиваться киноиндустрия, молодой человек отправился туда автостопом, и с 1920 года начал регулярно сниматься в голливудских кинофильмах (к тому времени у него уже были в копилке пять эпизодических ролей в лентах нью-йоркских киностудий). В титрах его указывали англизированным именем, которое он себе взял: Генри Арметта, но в десяти короткометражных картинах 1930—1931 годов актёр фигурирует под псевдонимом Тони Мартин.
Как правило, Арметта играл небольшие роли стереотипных итальянцев: парикмахер-брадобрей, бакалейщик, хозяин ресторанчика или кафе и т. п., но также нередко играл злодеев: мексиканцев, испанцев и итальянцев.
Согласно кинобазе IMDb, кинокарьера Арметты продолжалась с 1915 по 1945 год, то есть актёр снимался до последних дней жизни, плюс один фильм вышел на экраны спустя год после смерти Арметты. Всего у него насчитывается 168 ролей, в том числе в 39 случаях он не был указан в титрах. 27 из этих 168 фильмов были короткометражными. Особо активен Арметта был в первой половине 1930-х годов, в частности:
- в 1930 году он снялся в 18 фильмах
- 1931 — 12
- 1932 — 23
- 1933 — 14
- 1934 — 23
- 1935 — 12

В сентябре 1939 года на экраны вышел мультфильм «Охотник за автографом». В нём представлено большое количество знаменитостей того времени (в анимированном виде, озвучены не сами собой), в том числе там фигурирует и Генри Арметта.
Генри Арметта скончался 21 октября 1945 года в Сан-Диего (Калифорния) от сердечного приступа. Похоронен на Кладбище Святого креста в городе Калвер-Сити (Калифорния).
Личная жизнь
О личной жизни актёра известно мало. В 1920 году он женился на девушке по имени Иола, пара прожила вместе 25 лет до самой смерти Арметты, от брака остались трое детей.

## Фильмография

### В титрах указан
- 1915 — Грабитель[англ.] / The Plunderer — Педро
- 1917 — Извечный грех[англ.] / The Eternal Sin — шут
- 1920 — Лицо в твоём окне[англ.] / The Face at Your Window — Дангло
- 1920 — Фантомас / Fantômas — итальяшка
- 1923 — Бесшумная команда / The Silent Command — Педро
- 1927 — Недостающее звено[англ.] / The Missing Link — шарманщик
- 1928 — Уличный ангел / Street Angel — Мазетто
- 1929 — Леди с мостовых[англ.] / Lady of the Pavements — папаша Пьер
- 1930 — Дама, которую стоит любить[англ.] / A Lady to Love — Анжело
- 1930 — Роман[англ.] / Romance — Беппо
- 1931 — Незнакомцы могут поцеловаться[англ.] / Strangers May Kiss — официант
- 1931 — Порочный сад[англ.] / The Unholy Garden — Ник-Гусь
- 1932 — Страстный водопроводчик / The Passionate Plumber — вышибала
- 1932 — Арсен Люпен[англ.] / Arsène Lupin — подручный шерифа
- 1932 — Разговаривай свободнее[англ.] / Speak Easily — Тони
- 1932 — О’кей, Америка![англ.] / Okay, America! — Сэм
- 1932 — Процветание[англ.] / Prosperity — Генри, брадобрей
- 1933 — Что?! Нет пива? / What! No Beer? — Тони
- 1933 — Брат дьявола[англ.] / The Devil's Brother — Маттео
- 1933 — Её первая любовь[англ.] / Her First Mate — Сократ
- 1933 — Слишком много гармонии[англ.] / Too Much Harmony — мистер Галлотти
- 1934 — Кот и скрипка[англ.] / The Cat and the Fiddle — таксист
- 1934 — Да здравствует Вилья! / Viva Villa! — Альфредо Мендоза
- 1934 — Чёрный кот / The Black Cat — сержант
- 1934 — Убежище[англ.] / Hide-Out — Шуман
- 1934 — Имитация жизни / Imitation of Life — художник
- 1934 — Человек, вернувший себе голову[англ.] / The Man Who Reclaimed His Head — Лоран
- 1935 — После работы[англ.] / After Office Hours — хозяин итальянского кафе
- 1935 — Великолепная одержимость[англ.] / Magnificent Obsession — Тони
- 1936 — Бедная маленькая богатая девочка[англ.] / Poor Little Rich Girl — Тони
- 1936 — Двое в толпе[англ.] / Two in a Crowd — Тоскани
- 1936 — Великолепный грубиян[англ.] / The Magnificent Brute — Бюзелл
- 1937 — Загадай желание[англ.] / Make a Wish — Морета
- 1937 — Манхэттенская карусель[англ.] / Manhattan Merry-Go-Round — Спадони
- 1938 — Поют все[англ.] / Everybody Sing — сеньор Витторино
- 1938 — Подводный патруль[англ.] / Submarine Patrol — Луиджи
- 1939 — Победитель забирает всё[англ.] / Winner Take All — Папаша Луиджи Гамбини
- 1939 — Я украл миллион[англ.] / I Stole a Million — Ник
- 1939 — Пыль будет моей судьбой / Dust Be My Destiny — Ник Спелуччи
- 1940 — Человек, который говорил слишком много[англ.] / The Man Who Talked Too Much — Тони Спирелла
- 1940 — Мы, которые молоды[англ.] / We Who Are Young — Тони
- 1941 — Большой магазин[англ.] / The Big Store — Джузеппе
- 1943 — Солдатский клуб / Stage Door Canteen — в роли самого себя
- 1943 — Удачи, мистер Йейтс[англ.] / Good Luck, Mr. Yates — Майк Залорис
- 1945 — Колокол Адано / A Bell for Adano — Эрранте
- 1945 — Поднять якоря / Anchors Aweigh — человек-гамбургер
- 1946[5] — Рейд полковника Эффингема[англ.] / Colonel Effingham's Raid — Джимми Экономи

### В титрах не указан
- 1927 — Седьмое небо / 7th Heaven — массовка
- 1928 — Девушка в каждом порту[англ.] / A Girl in Every Port — бармен в Панаме
- 1928 — Одинокий[англ.] / Lonesome — мужчина на колесе обозрения
- 1928 — Красный танец[англ.] / The Red Dance — заключённый
- 1928 — В старой Аризоне / In Old Arizona — брадобрей
- 1929 — Мадам Икс / Madame X — хозяин гостиницы
- 1929 — Правонарушительница[англ.] / The Trespasser — брадобрей
- 1930 — Девушка, которая говорит «нет»[англ.] / The Girl Said No — официант в кафе
- 1931 — Смеющиеся грешники[англ.] / Laughing Sinners — Тони
- 1931 — Просто жиголо[англ.] / Just a Gigolo — управляющий гостиницы
- 1931 — Пять и десять[англ.] / Five and Ten — таксист
- 1932 — Недозволенное / Forbidden — Эмиль
- 1932 — Высокое давление / High Pressure — инвестор-итальянец
- 1932 — Лицо со шрамом / Scarface — Пьетро, брадобрей
- 1932 — Женщина с рыжими волосами[англ.] / Red-Headed Woman — официант, предупреждающий о счёте за губную помаду
- 1932 — Жилые кварталы Нью-Йорка[англ.] / Uptown New York — Ник, хозяин ресторана
- 1932 — Прощай, оружие! / A Farewell to Arms — Бонелло
- 1932 — Распутин и императрица / Rasputin and the Empress — фотограф
- 1934 — Поцелуй и накрась губы[англ.] / Kiss and Make-Up — председатель банкета
- 1934 — Одна ночь любви / One Night of Love — хозяин кафе
- 1934 — Весёлая вдова / The Merry Widow — турок
- 1939 — Рио / Rio — метрдотель
- 1943 — Благодари судьбу[англ.] / Thank Your Lucky Stars — Анжело, брадобрей
- 1944 — Жили-были[англ.] / Once Upon a Time — брадобрей